# Akcja Wyborcza Polaków na Litwie – Związek Chrześcijańskich Rodzin
Akcja Wyborcza Polaków na Litwie – Związek Chrześcijańskich Rodzin (AWPL-ZChR) (lit. Lietuvos lenkų rinkimų akcija – Krikščioniškų šeimų sąjunga, LLRA-KŠS) – litewska partia polityczna reprezentująca Polaków mieszkających w tym kraju, szczególnie na Wileńszczyźnie. W latach 1994–2016 nosiła nazwę Akcja Wyborcza Polaków na Litwie.

## Historia
W 1994 na Litwie została przyjęta ustawa o organizacjach społecznych, na mocy której organizacja społeczno-polityczna Związek Polaków na Litwie miała przekształcić się w organizację społeczną albo w partię polityczną. Społeczność polska, chcąc zachować własną organizację społeczną oraz mieć udział w życiu politycznym Litwy powinna była powołać własną partię polityczną. 14 sierpnia zwołano V Nadzwyczajny Zjazd ZPL, podczas którego przyjęta była decyzja o przekształceniu ZPL w organizację społeczną i utworzenie partii pod nazwą Akcja Wyborcza ZPL. 23 października po naciskach litewskiego Ministerstwa Sprawiedliwości w sprawie usunięcia z nazwy wyrazu „Związek” została zarejestrowana Akcja Wyborcza Polaków na Litwie.
Na zjazdach AWPL z lat 1994 i 1997 w głosowaniu prezesem partii został Jan Sienkiewicz, natomiast w 1999 – Waldemar Tomaszewski, ponownie wybierany na prezesa również na IV i na V zjeździe AWPL. Według stanu na marzec 2016 r. do partii należy 2207 członków.
W czasie VIII zjazdu sprawozdawczo-wyborczego w maju 2016 podjęto decyzję o uzupełnieniu nazwy partii, brzmiącej odtąd Akcja Wyborcza Polaków na Litwie – Związek Chrześcijańskich Rodzin.

## Udział w wyborach do organów państwa litewskiego i Unii Europejskiej

### Wybory parlamentarne
W Sejmie VI kadencji (1996–2000) Akcję reprezentowali Gabriel Jan Mincewicz i Jan Sienkiewicz. Na zmniejszenie się polskiej reprezentacji w stosunku do kadencji 1992–1996 wpłynęło wprowadzenie klauzuli zaporowej 5% dla podziału mandatów z listy krajowej. Dwóch kandydatów AWPL uzyskało mandaty w okręgach jednomandatowych: Wilno-Soleczniki i Wilno-Szyrwinty.
W wyborach z 2000 AWPL uzyskała 1,85% głosów. Dwa miejsca w tych samych okręgach co poprzednio zdobyli: Waldemar Tomaszewski oraz Gabriel Mincewicz. W wyborach z 2004 Akcja wystartowała z przedstawicielami mniejszości rosyjskiej i białoruskiej, co przełożyło się na 3,8% głosów i 2 mandaty. Posłami zostali Waldemar Tomaszewski i Leokadia Poczykowska. W wyborach parlamentarnych z 2008 AWPL zdobyła 4,79% głosów, czyli uzyskała wynik zbliżony do klauzuli zaporowej 5%. W okręgach jednomandatowych po raz pierwszy zdobyła trzy, a nie dwa mandaty, które przypadły: Waldemarowi Tomaszewskiemu (Wilno–Soleczniki), Michałowi Mackiewiczowi (Szyrwinty–Wilno) i Jarosławowi Narkiewiczowi (Wilno–Troki). Do uzyskania czwartego mandatu w okręgu Nowa Wilejka zabrakło niewielkiej liczby głosów.
W wyborach parlamentarnych z 2012 AWPL zdobyła 5,83% głosów i po raz pierwszy przekroczyła pięcioprocentowy próg wyborczy. Z listy krajowej mandaty poselskie zdobyli: Wanda Krawczonok, Józef Kwiatkowski, Michał Mackiewicz oraz Zbigniew Jedziński i Irina Rozowa (po rezygnacji z objęcia mandatów przez Waldemara Tomaszewskiego i Zdzisława Palewicza), zaś w okręgach jednomandatowych wygrali: Jarosław Narkiewicz, Leonard Talmont i Rita Tamašunienė. Po raz kolejny ogólnolitewski próg wyborczy ugrupowanie przekroczyło w wyborach w 2016, zdobywając pięć miejsc w Sejmie z listy krajowej oraz co najmniej dwa w okręgach jednomandatowych – w pierwszej turze mandaty zdobyli Czesław Olszewski i Leonard Talmont (ponadto w drugiej turze o fotele poselskie będą rywalizować Danuta Narbut i Rita Tamašunienė).
W wyborach parlamentarnych w 2024 roku AWPL zdobyła 3,89% głosów nie przekraczając progu 5 procentowego. W okręgach jednomandatowych w pierwszej turze wygrali: Jarosław Narkiewicz i Rita Tamašunienė. Trzeci mandat dla AWPL w okręgu Wilno Południe zdobył w drugiej turze Czesław Olszewski. Rywalizację o mandaty poselskie przegrali w drugiej turze: Waldemar Urban i Edyta Tamošiunaite.  14 listopada 2024 AWPL-ZChR oraz Związek Chłopów i Zielonych utworzyły nową frakcję parlamentarną pod nazwą Frakcja Chłopów-Zielonych i Związku Chrześcijańskich Rodzin.

### Wybory samorządowe
AWPL od lat reprezentowana jest w samorządach na Wileńszczyźnie. Zdobywała kolejno: 69 mandatów (1995), 59 (1997), 53 (2000), 50 (2002) i 53 mandaty (2007). W wyborach samorządowych 2011 AWPL wraz z koalicyjnym Sojuszem Rosyjskim otrzymała poparcie 6,50% głosujących, wprowadzając do samorządów 65 radnych (o 12 więcej niż w wyborach z 2007), z czego Akcji Wyborczej Polaków na Litwie przypadły 62 mandaty, a Sojuszowi Rosyjskiemu – 3. W wyborach samorządowych w roku 2015 partia znów wystartowała w koalicji z Sojuszem Rosyjskim i uzyskała wynik 7,72% (o 1,22% więcej niż w poprzednich wyborach samorządowych). Tym razem koalicja wywalczyła 67 mandatów (w tym 6 – Sojusz Rosyjski) oraz dodatkowo dwa stanowiska merów rejonów (będących również radnymi) solecznickiego i wileńskiego.
Wyniki koalicji i AWPL w poszczególnych rejonach:
- Rejon solecznicki – 76,18% głosów i 20 mandatów na 24 oraz stanowisko mera (wcześniej: 70,29% głosów i 22 mandaty na 25)
- Rejon wileński – 60,83% głosów i 20 mandatów na 30 oraz stanowisko mera (wcześniej: 64,72% głosów i 19 mandatów na 27)
- Wilno – 17,19% głosów i 10 mandatów na 50 (wcześniej: 15,07% głosów i 11 mandatów na 51)
- Rejon święciański – 16,68% głosów i 5 mandatów na 24 (wcześniej: 13,24% głosów i 4 mandaty na 25)
- Rejon trocki – 15,45% głosów i 4 mandaty na 24[13] (wcześniej: 18,74% głosów i 5 mandatów na 25)
- Kłajpeda – 11,89% głosów i 4 mandaty na 30
- Wisaginia – 9,34% głosów i 3 mandaty na 24 (wcześniej: 6,50% głosów i 2 mandaty na 25)
- Rejon szyrwincki – 5,40% głosów i 1 mandat na 20.

Od 1995 AWPL sprawuje samodzielnie władzę w rejonach wileńskim i solecznickim. W radzie m. Wilna AWPL była w latach 2007–2009 w koalicji z Litewską Partią Socjaldemokratyczną i partią Porządek i Sprawiedliwość. We władzach miasta społeczność polską reprezentował wówczas zastępca mera Wilna Artur Ludkowski. W latach 2010–2015 zastępcą mera z ramienia AWPL był Jarosław Kamiński. Od roku 2014 Maria Pucz jest wicemerem rejonu trockiego.

### Wybory do Parlamentu Europejskiego
W wyborach do Parlamentu Europejskiego w 2004 AWPL kandydowała w koalicji ze Związkiem Rosjan na Litwie i uzyskała 5,71% głosów, jednak nie przekroczyła progu wyborczego wymaganego dla koalicji (7%) i nie otrzymała żadnego z trzynastu mandatów przewidzianych dla Litwy. W wyborach do Parlamentu Europejskiego w 2009 AWPL startowała razem z Sojuszem Rosyjskim. Uzyskała 8,46 proc. poparcia i zdobyła mandat, który otrzymał Waldemar Tomaszewski. AWPL wygrała w czterech okręgach wyborczych na Wileńszczyźnie. W rejonie solecznickim partia polska uzyskała 80,5% głosów, w wileńskim – 71,0%, w trockim – 31,6%, a w święciańskim – 22,4%. W wyborach do Parlamentu Europejskiego w 2014 Akcja Wyborcza Polaków na Litwie oraz Sojusz Rosyjski utworzyły koalicję „Blok Waldemara Tomaszewskiego”. Koalicja uzyskała 8,06% głosów i zdobyła mandat, który ponownie otrzymał Waldemar Tomaszewski. „Blok Waldemara Tomaszewskiego” wygrał w czterech rejonach: solecznickim – 74,8%, wileńskim – 54,6%, miejskim Wisaginia – 32,9% i trockim – 22,4%.

## Poparcie w wyborach
| Wybory | Liczba głosów | Poparcie w procentach (lista krajowa) | Zmiana punktów procentowych | Lista krajowa | Zmiana | Okręgi jednomandatowe | Zmiana | Suma |
| ------ | ------------- | ------------------------------------- | --------------------------- | ------------- | ------ | --------------------- | ------ | ---- |
| 1996   | 40 941        | 2,98%                                 | –                           | 0             | –      | 1                     | –      | 1    |
| 2000   | 28 641        | 1,85%                                 | 1,13                        | 0             | –      | 2                     | 1      | 2    |
| 2004   | 45 302        | 3,79%                                 | 1,94                        | 0             | –      | 2                     | –      | 2    |
| 2008   | 59 237        | 4,79%                                 | 1,00                        | 0             | –      | 3                     | 1      | 3    |
| 2012   | 79 840        | 5,83%                                 | 1,04                        | 5             | 5      | 3                     | –      | 8    |
| 2016   | 69 810        | 5,72%                                 | 0,11                        | 5             | –      | 3                     | –      | 8    |
| 2020   | 56 338        | 4,82%                                 | 0,90                        | 0             | 5      | 3                     | –      | 3    |
| 2024   | 48 267        | 3,89%                                 | 0,93                        | 0             | –      | 3                     | –      | 3    |

| Wybory | Liczba głosów | Poparcie | Zmiana punktów procentowych | Mandaty | Zmiana | L. miejsc dla Litwy |
| ------ | ------------- | -------- | --------------------------- | ------- | ------ | ------------------- |
| 2004   | 68 937        | 5,71%    | –                           | 0       | –      | 13                  |
| 2009   | 46 293        | 8,42%    | 2,71                        | 1       | 1      | 12                  |
| 2014   | 92 108        | 8,06%    | 0,36                        | 1       | –      | 11                  |
| 2019   | 69 263        | 5,24%    | 2,82                        | 1       | –      | 11                  |
| 2024   | 39 202        | 5,78%    | 0,54                        | 1       | –      | 11                  |

### Wyniki w wyborach samorządowych
| Wybory | Poparcie | Zmiana punktów procentowych | Liczba głosów | Mandaty | Zmiana |
| ------ | -------- | --------------------------- | ------------- | ------- | ------ |
| 2007   | 5,42%    |                             |               | 53      | 3      |
| 2011   | 6,50%    | 1,08%                       |               | 65      | 12     |
| 2015   | 7.72%    | 1,22%                       |               | 67      | 2      |
| 2019   | 5,2%     |                             | 58 981        | 56      | 9      |
| 2023   | 5,3%     |                             | 62 359        | 57      | 1      |

| Wybory | Kandydat             | Głosowanie | Poparcie | Zmiana | Uwagi                                  |
| ------ | -------------------- | ---------- | -------- | ------ | -------------------------------------- |
| 2009   | Waldemar Tomaszewski | I tura     | 4,74%    | –      | Druga tura się nie odbyła              |
| 2014   | Waldemar Tomaszewski | I tura     | 8,23%    | 3,49   | Nie zakwalifikował się do drugiej tury |
| 2019   | Waldemar Tomaszewski | I tura     | 3,98%    | 4,25   | Nie zakwalifikował się do drugiej tury |

## Struktura organizacji
Prezesem rady naczelnej jest Waldemar Tomaszewski. Szefami oddziałów są: Wanda Krawczonok (Wilno), Waldemar Tomaszewski (wileński), Maria Pucz (trocki), Zdzisław Palewicz (solecznicki), Zbigniew Jedziński (święciański), Rita Tamašunienė (szyrwincki).